# Zvíkov (hrad)
Zvíkov (německy Klingenberg) je hrad nad vodní nádrží Orlík u soutoku Vltavy s Otavou v okrese Písek. Stojí na skalnaté ostrožně asi jeden kilometr severně od obce Zvíkovské Podhradí v nadmořské výšce 370 m. Hrad je ve správě Národního památkového ústavu a v návštěvních hodinách je přístupný veřejnosti. Od roku 1963 je chráněn jako kulturní památka a v roce 1978 byl zapsán na seznam národních kulturních památek.
Hrad založil pravděpodobně již král Přemysl Otakar I. a jeho potomkům patřil až do vymření rodu v roce 1306. Poté ho získali do zástavy Rožmberkové, od kterých ho vykoupil král Karel IV. Během husitských válek se však vrátil do zástavy Rožmberkům. Po nich se v držení hradu vystřídali Švamberkové, Eggenbergové a nakonec Schwarzenbergové. Během své historie byl několikrát dobýván a přestavován. Profesor August Sedláček jej ve svém díle nazval králem českých hradů.

## Historie

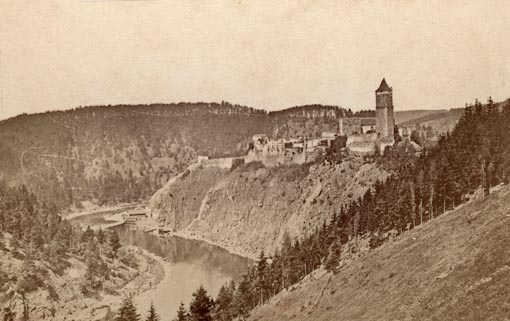
Zvíkov před napuštěním Orlické přehrady, fotografie Jindřich Eckerta z roku 1878)

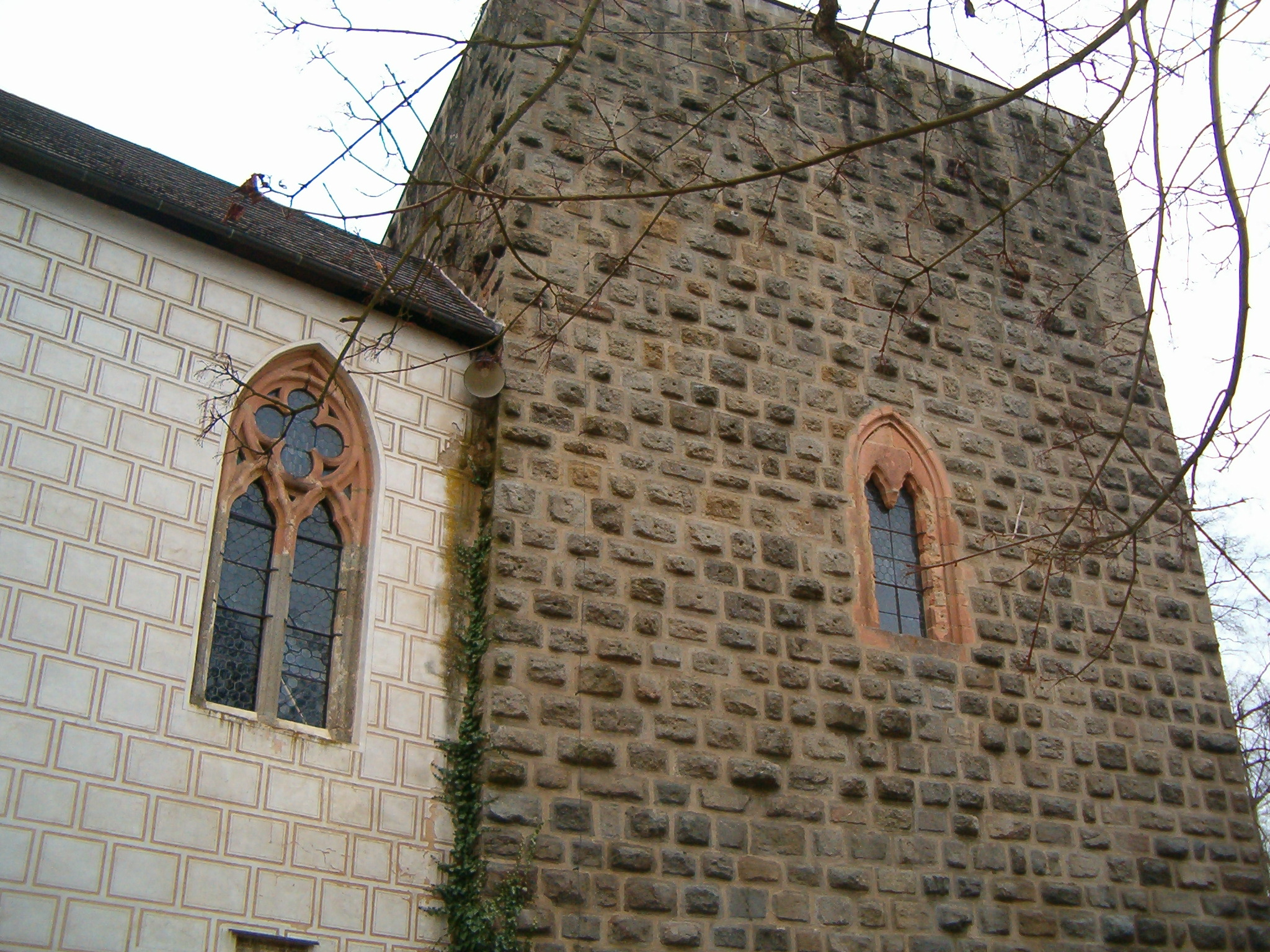
Věž Markomanka a dvoudílné okno s raně gotickou kamennou kružbou ve stěně západního palácového křídla

Ostrožna byla osídlená již v pravěku, kdy zde stávalo hradiště Zvíkov, za jehož pozůstatky jsou považovány valy a příkopy v předpolí hradu. Předpokládá se, že vzniklo již na konci starší doby bronzové, předpokládá se jeho existence během mladší doby bronzové, době halštatské. Jeho pozdně laténská podoba bývá někdy považována za oppidum, ale vzhledem k malé rozloze patří spíše mezi menší opevněné objekty označované jako castellum.
Hrad byl založen na sklonku vlády krále Přemysl Otakara I., který zemřel v roce 1230. První písemná zmínka však pochází až z roku 1234, ve kterém je zmiňován purkrabí Konrád z Janovic, z čehož vyplývá, že alespoň část hradu již musela stát. Konrád v úřadě setrval až do roku 1254 a vzhledem k velké důležitosti hradu na něm zároveň působil druhý purkrabí. Jím byl roku 1238 jakýsi Ivan a po něm v letech 1250–1253 Hrz neboli Hirzo z Klingenbergu. Král Václav I. rozšířil hradní jádro o dvě palácová křídla a v roce 1249 zde věznil svého syna Přemysla a příslušníky šlechty včetně pražského biskupa Mikuláše, kteří se podíleli na kralevicově vzpouře. Roku 1253 se jako purkrabí Zvíkova připomíná Bavor I. ze Strakonic. V roce 1260 se do tohoto úřadu navrátil Hirzo, jenž v něm působil spolu s Purkartem z Janovic, synem výše zmíněného Konráda z Janovic. Zatímco Hirzo ho zastával do roku 1268, Purkart z něj byl roku 1277 odvolán. Novými purkrabími král následně jmenoval Albera a Dobeše, s nimiž se v této funkci v roce 1283 navíc uvádí i jistý Bohuslav. Brzy poté roku 1285 a snad také o dva roky později byl hrad obléhán vojskem Záviše z Falkenštejna. V roce 1289 na post zvíkovského purkrabího nastoupil Bavor III. ze Strakonic, který ho zastával až do 1307.
V době vlády posledních Přemyslovců začali projevovat snahu o získání hradu jihočeští Rožmberkové, protože pevný královský hrad vnímali jako ohrožení svých zájmů. Povedlo se jim to až v roce 1307, kdy král Rudolf Habsburský hrad zastavil Jindřichu z Rožmberka. V zástavním držení Rožmberků hrad zůstal až do roku 1335, kdy ho ze zástavy vykoupil král Karel IV. Ve svém plánovaném zákoníku Majestas Carolina zařadil Zvíkov mezi nezcizitelné hrady, tj. takové, které by král nemohl zastavit.
Václav IV. jmenoval zvíkovským purkrabím Jana Hájka z Hodětína, kterému se roku 1424 podařilo jednáním odvrátit hrozbu obléhání husitským vojskem. Husité se však vrátili v roce 1429 a hrad oblehli. V okolí hradu se dochovaly stopy obléhacích prací a na hradě samotném sbírka dělostřeleckých kamenných koulí. V roce 1431 hrad získal Oldřich II. z Rožmberka, který nechal na základě padělané listiny výrazně vylepšit systém opevnění. Purkrabím zde téhož roku jmenoval hejtmana Mikuláše Krchlebce z Krchleb, postavu proslavivší se zejména v bitvě u Lipan roku 1434 jakožto velitel rožmberského vojska. Jindřich V. z Rožmberka v roce 1473 přenechal Zvíkov svému strýci Bohuslavu Krušinovi ze Švamberka.
Jindřich III. starší ze Švamberka zahájil po polovině 16. století renesanční úpravy hradu. V roce 1550 vznikl na místě starých chlévů pivovar, fasády jádra byly vyzdobeny sgrafitovými omítkami, okna získala nová pravoúhlá ostění a vznikla většina dochovaných maleb. Podle nápisů u vjezdu do paláce a u okna v průčelí víme, že v letech 1561 a 1597 práce vedl stavební mistr Hons Vlach. Kromě dalších úprav byla také v roce 1554 zvýšena věž Hláska. V roce 1574 Zvíkov od královské komory koupil Kryštof II. ze Švamberka, a získal ho tak do dědičného držení svého rodu. Když roku 1582 zemřel, zvíkovské panství zdědil Petr I. ze Švamberka a po něm v roce 1592 Jan Jiří ze Švamberka. Jeho syn Petr II. se zúčastnil stavovského povstání. Posádka Zvíkova se po porážce stavů odmítla vzdát a pokračovala ve vzdoru až do roku 1622, kdy byl hrad obležen, dobyt a vyrabován. Kromě škod na vlastní stavbě byl císařským vojskem také poškozen švamberský archiv uspořádaný v roce 1616 archivářem Václavem Březanem. Ve stejném roce se novým majitelem hradu stal Jan Oldřich z Eggenberka. Nechal hrad sice opravit, ale už zde nesídlil a začal ho využívat především k vojenským a hospodářským účelům. Během třicetileté války byl Zvíkov obsazen vojenskou posádkou.
V roce 1719 hrad získali Schwarzenbergové, kteří však sídlili na sousedním Orlíku, a Zvíkov tak přestal být správním střediskem panství. Roku 1741 hrad nakrátko obsadilo francouzské vojsko. O deset let později velkou část hradu zničil velký požár, a přestože byl ještě alespoň částečně udržován (opraveny byly kaple a dvě věže a roku 1777 postaven kamenný most k Písecké bráně), postupně se měnil ve zříceninu. Celkové chátrání zastavil až Karel III. ze Schwarzenbergu v letech 1840–1844, ale k razantnějším stavebním zásahům přistoupil až po roce 1880.
Rodu Schwarzenbergů Zvíkov patřil až do roku 1948, kdy jim byl zabaven a od roku 1950 se stal státním hradem.

## Stavební podoba

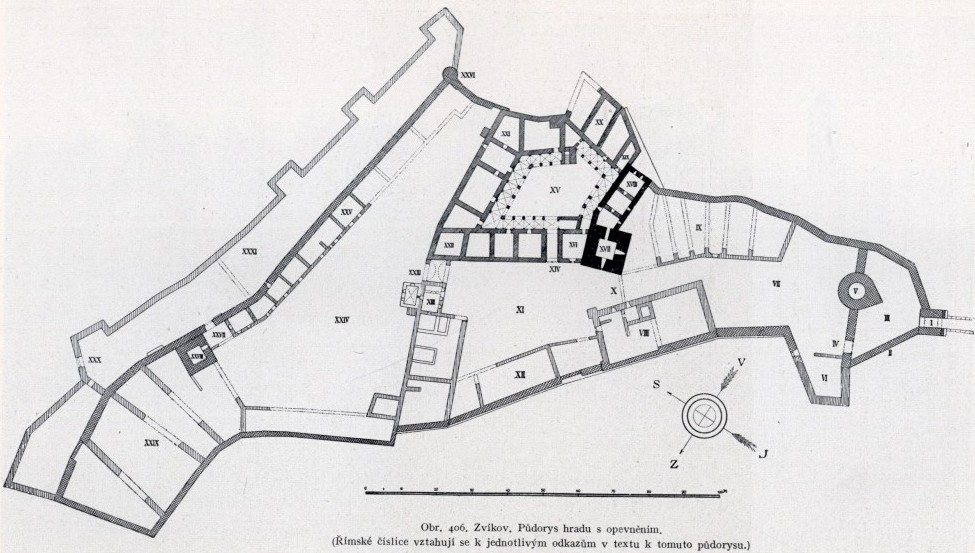
Půdorys hradu publikovaný roku 1910

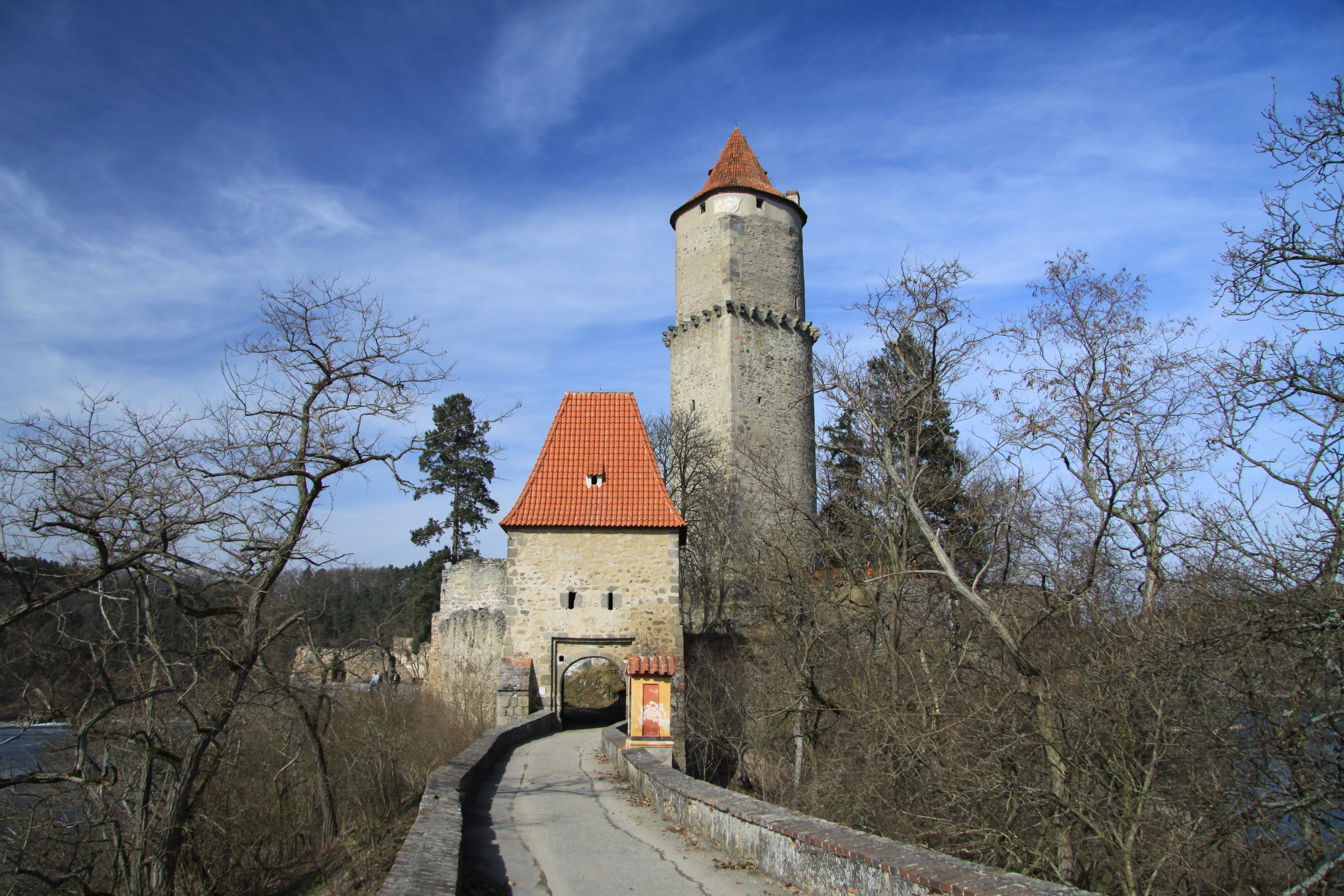
Písecká brána s věží Hláskou

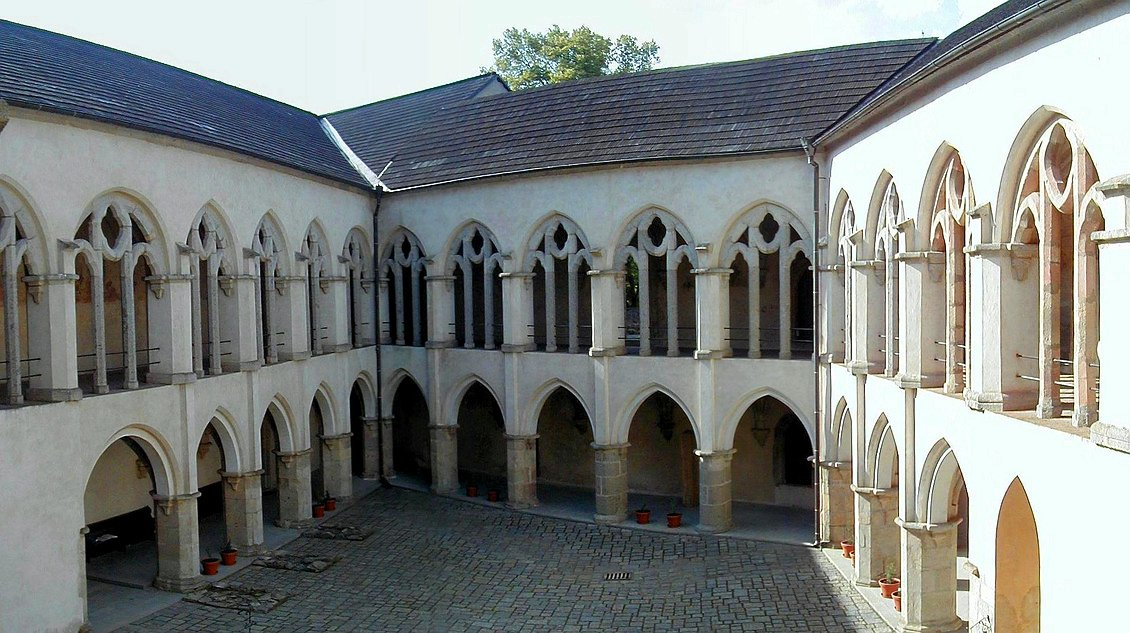
Nádvoří hradního jádra s arkádovými ochozy

Hrad stojí na skalnaté ostrožně tvořené biotitickým granodioritem s téměř kolmými svahy na bočních stranách. Jeho předchůdcem bylo opevněné sídliště již z doby laténské. Val hradiště byl v místě úzké šíje na přístupové jižní straně využit v opevnění prvních fází středověkého hradu. Na severním konci ostrožny stávalo u řeky pod hradem podhradní městečko s gotickým kostelem svatého Mikuláše. Napuštění orlické přehrady však zvýšilo hladinu o 25 metrů a městečko bylo zaplaveno.

### Rané stavební fáze
Podobu nejstarší stavební fáze neznáme, protože její pozůstatky byly zničeny při památkových úpravách v 19. století. Předpokládá se však, že hrad byl od začátku průchozí a podle nalezených architektonických článků obsahoval také kapli.
Nejstarší stavbou na hradě je 20 metrů vysoká hranolová věž zvaná Markomanka (též Hlízová věž) postavená z bosovaných kvádrů. Jméno Markomanka vychází ze znaků, které jsou vyryty do některých kamenů ve vnějším plášti věže a které někteří badatelé považovali za markomanské runy. Věž tedy podle nich byla mnohem starší. Ve skutečnosti se jedná o kamenické značky, které středověcí dělníci vyrývali do kamenů jako svůj podpis a způsob evidence odvedené práce již při opracování kamene v lomu. Do věže se vcházelo v přízemí přímo z nádvoří a do dalších pater se vstupovalo ze schodiště vybudovaného v síle zdi. Místnosti v přízemí a v prvním patře byly zaklenuté žebrovými klenbami. Komnata v prvním patře se nazývá Korunní síň a je možné, že v ní byly po jistou dobu uloženy korunovační klenoty.
V polovině 13. století také začala vznikat obvodová hradba zpevněná v severozápadním a v severovýchodním nároží věžicemi. V severní části se nacházela kulisová brána, kterou starší literatura považuje za jediný vstup do tehdejšího hradu. V hradním jádře zahájil Václav I. stavbu západního palácového křídla a také přestavbu křídla jižního.
V době vlády Přemysla Otakara II. bylo dokončeno obvodové opevnění a hradní jádro postupně získalo svou palácovými křídly uzavřenou pětibokou podobu. Z jihu se do hradu vstupovalo Píseckou bránou, před kterou se nachází široký, ve skále tesaný příkop. Kamenný most přes něj pochází až z roku 1777. Za branskou věží se nachází štítová zeď s druhou bránou, nad kterou stojí okrouhlý bergfrit Hláska vysoká 32 metrů. Věž je na jižní straně zpevněna břitem, který ji chrání před možným ostřelováním z hřebene před hradem. Vedl do ní jen úzký, vysoko umístěný portál, do kterého se vstupovalo po žebříku. Pod vrcholem se dochovaly mohutné kamenné konzoly, které nesly obranný ochoz.
Do hradního jádra se vstupuje průjezdem brány se sediliemi v jihozápadním palácovém křídle. V jeho přízemí se nacházely provozní místnosti a v patře reprezentační prostory tvořené sálem klenutým dvěma poli křížové klenby, roubenou komorou a další komnatou s křížovou klenbou. Druhý velký sál s nepravidelným půdorysem a křížovými klenbami podepřenými dvěma sloupy se nacházel v patře východního křídla. Podobně byl členěn i severní palác. Jižní palácové křídlo hradního jádra přímo navázalo na Markomanku. Ve dvou přízemních místnostech ze tří se dochovala křížová klenba a většinu prvního patra zabrala kaple svatého Václava. Její sakristie se však nachází v jižní části přiléhajícího východního paláce. Kaple měla reliéfy zdobenou keramickou dlažbu. Stěny kaple jsou členěny sediliemi a v západní části se nachází tribuna. Dochované fresky pochází ze druhé poloviny 15. století. Všechna palácová křídla byla pravděpodobně vybavena podstřešním patrem, které se nedochovalo. Pohyb mezi jednotlivými křídly paláce umožňoval náročně klenutý arkádový ochoz, jehož dochovaná podoba pochází ze schwarzenberských úprav, během kterých byly klenební kružby přeneseny z přízemí do patra.
Podoba ostatních částí hradu ve 13. století je známá jen zlomkovitě. Hradní areál byl zřejmě rozdělen do několika nádvoří a naproti jihozápadnímu nároží Markomanky stála rozměrná budova. Je možné, že z této doby pochází také čtverhranná Červená věž na okraji severozápadní části hradu, ale její skutečné stáří je prozatím neznámé.

### Změny podoby od 15. století
Změny podoby hradu v průběhu 14. století jsou nejisté. Avšak v roce 1431 hrad získali Rožmberkové, kteří po zkušenostech z nedávného dobývání započali se zlepšováním obranyschopnosti. Byly prohloubeny příkopy a upraveny valy, na kterých byla vybudována dělostřelecká postavení. Na hradbách vznikly kryté střelecké ochozy. Severní strana byla zabezpečena novým parkánem, jehož hradbu zpevňovalo šest dovnitř otevřených čtverhranných bašt vybavených štěrbinovými střílnami. Severní brána byla v roce 1440 přeložena k Červené věži a podle hřebene, kterým se uzavírala, získala jméno Železná. Její stavbu řídil mistr Domek z Mitrovic. Rožmberské úpravy opevnění patřily k prvním pokusům o reakci na rozvoj dělostřelby, ale jejich kvalitativní úroveň nebyla velká.
V první polovině 19. století byl Zvíkov zříceninou. Ve čtyřicátých a osmdesátých letech však Schwarzenbergové přistoupili k rozsáhlým památkovým úpravám, které daly hradu dochovanou romantizující podobu. Nejprve došlo k zabezpečovacím pracím, které měly zabránit dalšímu chátrání staveb. Teprve po roce 1880 byly opraveny paláce a zejména arkády ve dvoře hradního jádra.

### Interiér
Ze 16. století se v jižní části hradního paláce, v tzv. svatební místnosti nebo též zelené světnici, dochovala pozdně gotická malba o rozměrech cca 250 m². Většina plochy je namalovaná v zelené tónině. Na čelní stěně jsou zobrazeni čtyři světští kurfiřti (volitelé římského císaře), včetně českého krále, a to podle dřevořezu v Norimberské kronice Hartmanna Schedela. Dále je zde zobrazeno pět tanečních párů, dva hudebníci a dvorní šašek. Malby byly restaurovány v roce 1883 malířem Petrem Maixnerem a v roce 1976 Karlem Mezerou.

## Hrad ve filmu
- Sedmero krkavců (2015, režie: Alice Nellis)
- Soumrak templářů (anglicky Knightfall, seriál)
  - 7. díl první série – A určitě ne mrzák (2018, režie: Douglas Mackinnon)
  - 8. díl první série – IV (2018, režie: Douglas Mackinnon)
- Jan Žižka (2022, režie: Petr Jákl)
- Lotrando a Zubejda (1997, režie: Karel Smyczek)
- Micimutr (2011, režie: Vít Karas)
- Klíč svatého Petra (2023, režie K. Janák)

## Pověsti
- Pověst O Zvíkovském raráškovi se vypráví už od roku 1597. Tehdy se prý na Markomance, nejstarší části hradu, prováděly stavební práce. Dělníci, kteří zde pracovali, byli ale z nějakého důvodu vyhnáni z hradu zlým duchem. Rarášek straší o půlnoci v korunní síni. Ovšem díky této příhodě získal jméno Zvíkovský rarášek i jeden z alkoholických nápojů, který se dříve vyráběl. Jeho chuť prý byla „hořká jako život a sladká jako hřích“.

Ladislav Stroupežnický podle této pověsti napsal divadelní hru Zvíkovský rarášek, která se v letních měsících často hraje na hradním nádvoří. Stala se předlohou stejnojmenné opeře Vítězslava Nováka.
- Svůj název hrad podle pověsti získal díky dceři praotce Čecha, která se zamilovala do jistého mladíka. Otci se její milý nelíbil a vyhnal je z domu. Milenci šli cestou necestou podél Vltavy, až došli na místo, které se jim zalíbilo. Postavili si zde obydlí. Za čas se vydal praotec Čech na lov jelenů a v lese potkal dvě překrásné děti, které ho dovedly za svou matkou. V té poznal svou dceru. Nechal jim na tom místě postavit dřevěný srub a podle toho, že si tam zvykli, jej pojmenoval Zvykov, a tento název se zkomolil.
- Podle jiné pověsti ten, kdo se odváží přespat v hradní věži, do roka zemře.
- Další pověst vypráví o tajné chodbě, která vede z hradu do gotické kaple ze 13. století ve Svaté Anně. Obránci hradu se jí mohli v případě nebezpečí dostat ven z hradu. Ale má to jeden háček. Cesta je hlídaná dvěma psy s ohnivýma očima.
- Věž Markomanku měli postavit v prvním století před naším letopočtem příslušníci kmene Markomanů.

## Návštěvnost
| Rok  | Počet návštěvníků |
| ---- | ----------------- |
| 2012 | 34 715            |
| 2013 | 28 388            |
| 2015 | 31 953            |
| 2016 | 37 313            |
| 2017 | 38 659            |

V roce 2011 hrad navštívilo téměř 37 tisíc lidí, v roce 2012 téměř 35 tisíc lidí a v roce 2013 přes 28 tisíc lidí.

## Přístup a okolí hradu

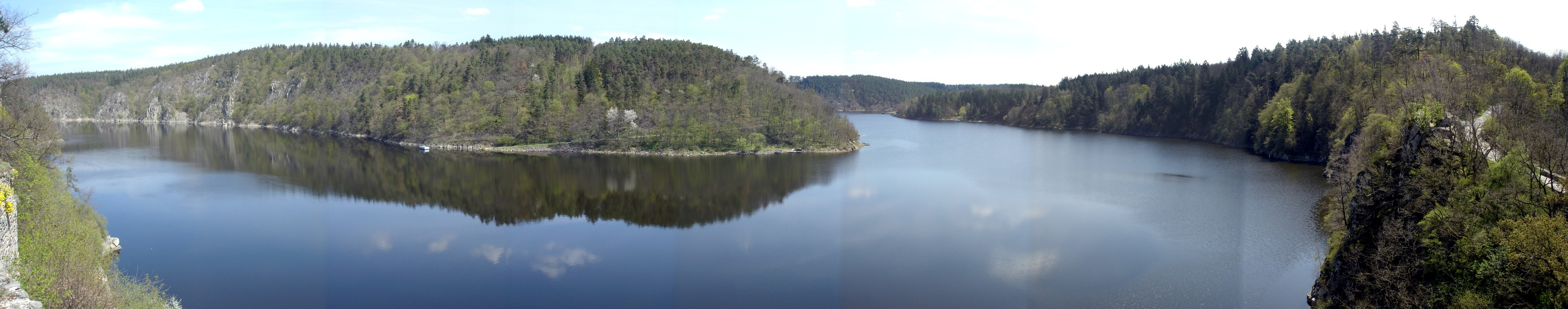
Panoramatický pohled na vodní nádrž Orlík

K hradu vede silnice II/135 ze Zvíkovského Podhradí, která končí na parkovišti asi 500 metrů před hradem. Podél silnice k hradu vede také zeleně značená turistická trasa a modře značená trasa z Oslova kolem Zvíkovského mostu. Pěší návštěvníci mohou také využít sezónní lodní dopravu od zámku Orlík k přístavišti pod severní částí ostrohu s hradem.
Okolí soutoku Otavy s Vltavou bylo vyhlášeno jako Ptačí oblast Údolí Otavy a Vltavy s populacemi výra velkého a kulíška nejmenšího.